# Théorème de Bézout
Cet article concerne le théorème de Bézout en géométrie algébrique. Pour le théorème de Bézout en arithmétique, voir théorème de Bachet-Bézout.

Nombre de points d'intersection entre deux courbes algébriques projectives complexes, le quadrifolium (en bleu) d'équation de degré 6, et le trifolium (en rouge) d'équation de degré 4. Il y a 24 points d'intersection, à savoir : une intersection en (0,0,1) (au centre de la figure) de multiplicité 14, quatre autres intersections visibles sur la figure en des points simples, mais il y a aussi deux points d'intersection triples en l'infini à coordonnées complexes, (1, i, 0) et (1, -i,0).

Le théorème de Bézout, attribué à Étienne Bézout,, affirme que deux courbes algébriques projectives planes {\displaystyle C,D} de degrés {\displaystyle m} et {\displaystyle n}, définies sur un corps algébriquement clos {\displaystyle k} et sans composante irréductible commune, ont exactement {\displaystyle m\times n} points d'intersection, comptés avec leur multiplicité.
La forme faible du théorème dit que le nombre d'intersections (sans tenir compte des multiplicités) est majoré par {\displaystyle mn}. Autrement dit, si {\displaystyle F,G} sont deux polynômes homogènes à coefficients dans {\displaystyle k} (avec {\displaystyle C=V_{+}(F)} et {\displaystyle D=V_{+}(G)}) de degrés respectifs {\displaystyle m,n} et sans facteur commun, alors le système 
{\displaystyle F(x,y,z)=0,\ G(x,y,z)=0}
admet au plus {\displaystyle mn} solutions dans le plan projectif {\displaystyle P^{2}(k)}.

## Origine
Dans la géométrie de Descartes, le calcul de la tangente d'une courbe ou, ce qui revient au même, de la droite normale en un point, se fait par la recherche du cercle osculateur en ce point. La méthode décrite par Descartes consiste à écrire l'équation des cercles passant par le point de la courbe et à chercher celui des cercles qui n'a qu'un point d'intersection unique avec la courbe.
Dès le début du XVIIIe siècle, la recherche du nombre de points d'intersection de deux courbes planes d'équations cartésiennes implicites {\displaystyle P(x,y)=0}, {\displaystyle Q(x,y)=0} où P, Q sont deux polynômes de degré respectifs m, n se fait par la méthode d'élimination d'une des deux variables.
Dès 1720, Maclaurin conjecture qu’« en général, le nombre de points d'intersection est égal à {\displaystyle m\times n} ». Léonard Euler examine la question sur quelques cas particuliers mais ne parvient pas à faire rentrer le cas des racines multiples dans une démonstration générale. Étienne Bézout est le premier à démontrer (1764) l'énoncé dans le cas où il n'y a que des racines simples.

## Multiplicité d'intersection
Soient {\displaystyle F,G} deux polynômes dans {\displaystyle k[X,Y]}, non-constants et sans facteur irréductible commun. Alors l'ensemble de leurs zéros communs dans {\displaystyle k^{2}} est fini. Fixons un zéro commun {\displaystyle P=(a,b)}, et considérons l'anneau local {\displaystyle O_{P}}, constitué des fractions rationnelles dont le dénominateur ne s'annule pas en P, et son quotient {\displaystyle O_{P}/(F,G)} par l'idéal engendré par {\displaystyle F,G}. Ce dernier est un {\displaystyle k}-espace vectoriel de dimension finie, sa dimension est appelée la multiplicité d'intersection des courbes {\displaystyle V(F),V(G)} en {\displaystyle (a,b)}.
Exemple : Si {\displaystyle V(F),V(G)} sont non-singulières, alors leur multiplicité d'intersection en (a, b) est 1  si et seulement si leurs tangentes en {\displaystyle (a,b)} sont distinctes.

## Un cas particulier
Le théorème de Bézout est très simple à démontrer lorsque l'une des courbes {\displaystyle V_{+}(F)} est une droite. En effet, par un automorphisme projectif du plan, on peut supposer que {\displaystyle F(X,Y,Z)=X}. De plus, on peut supposer que la droite {\displaystyle Z=0} ne contient aucun point d'intersection des deux courbes. On se ramène alors à travailler dans le plan affine avec le polynôme {\displaystyle F(X,Y)=X}. Un point d'intersection de {\displaystyle V(F)\cap V(G)} est un point {\displaystyle (0,b)} avec {\displaystyle G(0,b)=0}. Notons {\displaystyle P(Y)=G(0,Y)}. C'est un polynôme de degré {\displaystyle n}, et la multiplicité d'intersection de {\displaystyle V(F)} et {\displaystyle V(G)} en {\displaystyle (0,b)} est simplement la multiplicité de zéro de {\displaystyle P(Y)} en {\displaystyle b}. Le théorème résulte alors du fait que la somme des multiplicités des zéros de {\displaystyle P(Y)} est égale au degré de {\displaystyle P(Y)}, donc à {\displaystyle n}.
Maintenant si l'une des courbes {\displaystyle C} est un multiple {\displaystyle m} d'une droite {\displaystyle P}, alors la multiplicité d'intersection de {\displaystyle C} et  {\displaystyle D} en un point {\displaystyle p} est égale à {\displaystyle m} fois la multiplicité d'intersection de {\displaystyle P} et {\displaystyle D} en {\displaystyle p}. Ce qui implique encore Bézout. On remarque que la position de la droite {\displaystyle P} importe peu (il suffit qu'elle ne soit pas contenue dans {\displaystyle D}).

## Principe de la preuve
Les premières preuves de ce  résultat (et d'autres analogues) utilisaient le résultant. Une preuve plus moderne est basée sur l'idée suivante : soit {\displaystyle P} une droite non contenue dans {\displaystyle D}, d'après le cas particulier ci-dessus, il suffit de montrer que {\displaystyle C} a le même nombre d'intersection (multiplicités comprises) que {\displaystyle mP} avec {\displaystyle D}. Cela se ramène alors à montrer que sur une courbe projective {\displaystyle D}, le degré total d'un diviseur principal (qui sera le diviseur associé à la fonction rationnelle restriction de {\displaystyle F/X^{m}} à {\displaystyle D}) est nul.

## Le cas d'un corps de base quelconque
Le théorème de Bézout sur un corps quelconque {\displaystyle k} (non nécessairement algébriquement clos) reste valable si l'on définit convenablement le degré d'un point dont les coordonnées ne sont pas nécessairement dans le corps de base. Plus précisément, si {\displaystyle P} est un point d'intersection, et si {\displaystyle k(P)} est le corps résiduel (c'est l'extension de k engendrée par les coordonnées de {\displaystyle P}), alors la multiplicité d'intersection {\displaystyle i_{P}(F,G)} est la longueur de l'anneau artinien {\displaystyle O_{P}/(F,G)} et le degré du point est le degré d'extension {\displaystyle [k(P):k]}. Le théorème de Bézout s'énonce comme 
On peut noter que {\displaystyle i_{P}(F,G)[k(P):k]=\dim _{k}O_{P}/(F,G)}.